# Mont-Saint-Jean (Côte-d'Or)
Pour les articles homonymes, voir Mont-Saint-Jean et Saint-Jean.
Mont-Saint-Jean est une commune française située dans le canton d'Arnay-le-Duc du département de la Côte-d'Or, en région Bourgogne-Franche-Comté.
Cette petite ville médiévale est limitrophe du parc naturel régional du Morvan.

## Géographie

### Situation
Mont-Saint-Jean est dans le quart sud-ouest de la Côte-d'Or, à 20 km de la Nièvre à l'ouest et 20 km de la Saône-et-Loire au sud-ouest. Sa préfecture Dijon est à 61 km à l'est, son chef-lieu de canton Arnay-le-Duc à 24 km au sud. D'autres villes proches sont Saulieu (18 km à l'ouest), Autun (45 km au sud), Montbard (45 km au nord-ouest), Beaune (60 km au sud-est). Paris est à 265 km au nord-ouest.
La commune est limitrophe du parc naturel régional du Morvan sur environ 4,4 km, la longueur de la limite de commune partagée avec Thoisy-la-Berchère à l'ouest.

### Routes et transports
Deux autoroutes se rencontrent à 20 km au sud-est, à l'échangeur no 24 de Pouilly-en-Auxois : l'autoroute A6 et l'autoroute A38, qui débute là et mène à Dijon.
La D977bis traverse d'est en ouest toute la partie sud de la commune, proche de la limite de communes avec Marcilly. Elle relie Saulieu à l'ouest avec Vandenesse, Commarin et Sombernon (est et sud-est).
La route départementale D36 longe le côté ouest de la vallée du Serein, remontant vers le nord-est pour rejoindre vers Précy-sous-Thil la D980 Autun / Montbard / Châtillon-sur-Seine. La D117, qui commence sur la D36 à l'ouest de Mont-Saint-Jean, grimpe sur la butte pour traverser le bourg puis se dirige vers le nord-ouest pour rejoindre Vitteaux.
Les gares de train les plus proches sont la gare de Dijon-Ville et la gare de Beaune.
L'aérodrome de Pouilly - Maconge est à 19 km au sud-ouest.
L'opérateur de bus Transco dessert Mont-Saint-Jean (un bus par jour).

### Hydrographie
Le Serein traverse l'ouest de la commune, coulant à peu près en parallèle de la limite de communes avec Thoisy, à environ 500 m de cette limite. Il aborde la commune à 375 m d'altitude au sud-ouest au Pré du Pont, 750 m à l'ouest du moulin Génot ; ses premiers 300 m servent de limite de commune entre Mont-Saint-Jean et Marcilly et il reçoit là son affluent de rive droite le Dorant. 500 m après avoir pénétré dans la commune, il reçoit toujours en rive droite le ruisseau en provenance d'Ormancey. 500 m plus loin il arrose le moulin Doyen à 367 m d'altitude puis atteint Sonnotte 2 km en aval du moulin. 300 m en aval de Sonnotte il reçoit en rive droite le ruisseau de Gincey. Il quitte la commune à 355 m d'altitude à l'ouest de Sonnotte, en aval de ce hameau.
Son affluent de rive droite le Dorant sert de limite de communes avec Marcilly-Ogny au sud, mais conflue avec le Serein sur Marcilly.
Le ruisseau d'Ormancey (3,9 km de long) prend naissance à la source à l'est de Montberthaut, aux lieux-dits la Croix de l'Ormeau et sur Popins. Coulant de façon générale vers le sud-ouest, il contourne la butte de Mont-Saint-Jean par l'est et arrose le moulin de l’Étang et Ormancey. Il conflue au lieu-dit la Petite Verlon, m en amont du moulin Doyen.
Le ruisseau de Gincey (~3 km de long) prend naissance à Gincey et coule vers le sud-ouest. Il passe près du hameau de l'Aubue

### Relief
Le Serein s'est taillé une vallée dont la largeur à ce stade varie entre 1,8 et 2,8 km ; toute la partie ouest de la commune empiète sur cette vallée, pour une surface avoisinant les 600 à 700 hectares. Le reste de la commune est un plateau entaillé de petites mais profondes vallées, avec des coteaux de 75 à 100 m de hauteur.

### Communes limitrophes
Huit communes sont limitrophes de Mont-Saint-Jean ; la commune de La Motte-Ternant n'est pas limitrophe, bien que son territoire soit tout proche à l'ouest.

### Hameaux, lieux-dits et écarts
Dans la boite déroulante qui suit, les hameaux sont en caractères gras et les lieux-dits en italiques. Les noms suivis d'une astérisque sont ceux indiqués sur la carte de Cassini (établie vers 1745) ; le cas échéant, l'orthographe passée différente est indiquée entre parenthèses.

### Climat
Pour des articles plus généraux, voir Climat de la Bourgogne-Franche-Comté et Climat de la Côte-d'Or.
En 2010, le climat de la commune est de type climat des marges montargnardes, selon une étude du Centre national de la recherche scientifique s'appuyant sur une série de données couvrant la période 1971-2000. En 2020, Météo-France publie une typologie des climats de la France métropolitaine dans laquelle la commune est exposée à un climat océanique altéré et est dans la région climatique  Lorraine, plateau de Langres, Morvan, caractérisée par un hiver rude (1,5 °C), des vents modérés et des brouillards fréquents en automne et hiver. 
Pour la période 1971-2000, la température annuelle moyenne est de 9,7 °C, avec une amplitude thermique annuelle de 16,1 °C. Le cumul annuel moyen de précipitations est de 981 mm, avec 12,8 jours de précipitations en janvier et 8,3 jours en juillet. Pour la période 1991-2020, la température moyenne annuelle observée sur la station météorologique de Météo-France la plus proche, « Pouilly-en-Aux_sapc », sur la commune de Pouilly-en-Auxois à 12 km à vol d'oiseau, est de 10,7 °C et le cumul annuel moyen de précipitations est de 859,1 mm,. Pour l'avenir, les paramètres climatiques de la commune estimés pour 2050 selon différents scénarios d'émission de gaz à effet de serre sont consultables sur un site dédié publié par Météo-France en novembre 2022.

## Urbanisme

### Typologie
Au 1er janvier 2024, Mont-Saint-Jean est catégorisée commune rurale à habitat très dispersé, selon la nouvelle grille communale de densité à 7 niveaux définie par l'Insee en 2022.
Elle est située hors unité urbaine et hors attraction des villes,.

### Occupation des sols
L'occupation des sols de la commune, telle qu'elle ressort de la base de données européenne d’occupation biophysique des sols Corine Land Cover (CLC), est marquée par l'importance des territoires agricoles (78,7 % en 2018), en diminution par rapport à 1990 (80,1 %). La répartition détaillée en 2018 est la suivante : prairies (42,7 %), terres arables (24,6 %), forêts (19 %), zones agricoles hétérogènes (11,3 %), zones urbanisées (1,2 %), milieux à végétation arbustive et/ou herbacée (1,1 %). L'évolution de l’occupation des sols de la commune et de ses infrastructures peut être observée sur les différentes représentations cartographiques du territoire : la carte de Cassini (XVIIIe siècle), la carte d'état-major (1820-1866) et les cartes ou photos aériennes de l'IGN pour la période actuelle (1950 à aujourd'hui).

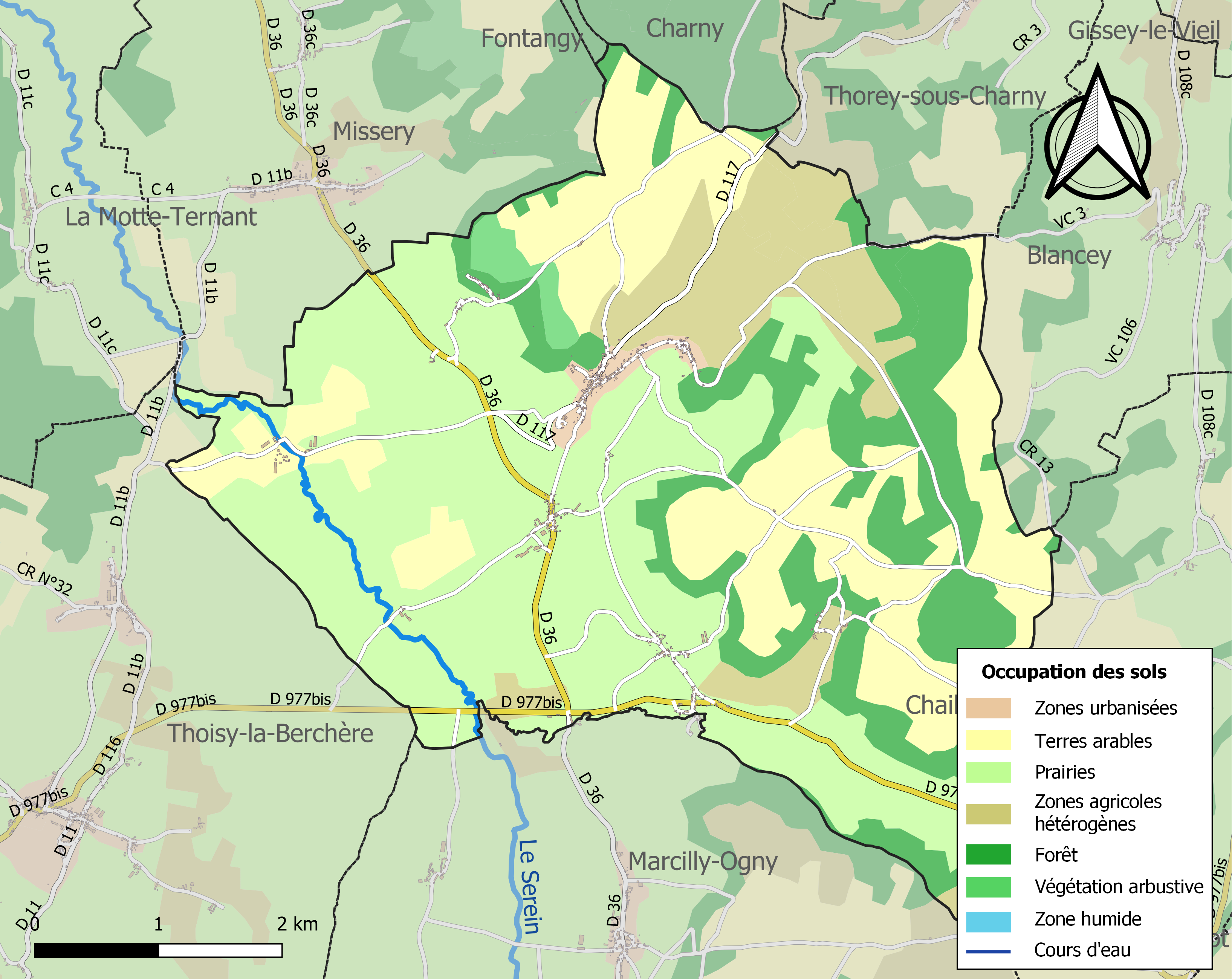
Carte des infrastructures et de l'occupation des sols de la commune en 2018 (CLC).

## Toponymie
La première mention du nom de Mont-Saint-Jean qui nous soit parvenue date du Xe siècle. L'endroit a été appelé successivement :

« Castellum… quod dicitur Mons sancti Johannis » (924) ; Munt Saint Juhan (1255) ; Mont Saint Johan (1261) ; Mont Saint Jahan (1274) ; Mont Seint Johan (1283) ; Mont Seint Jehan (1284) ; Mont Sent Juhan (1289) ; Mont Saint Jehan (1311) ; Mont Saint Juham (1340) ; Mon saint Jouhan (1346) ; Mont Saint Juhan (1403) ; Mont Saint Jouhan (1424) ; Mont Sainct Jouhan (1529) ; Mont Sainct Jehan (1534) ; Mont Sainct Jean (1574) ; Mont Saint Jean (1694) ; Mont-Serein (époque révolutionnaire).

## Histoire

### Moyen Âge
Mont-Saint-Jean a été une seigneurie importante de Bourgogne et la résidence d'une puissante famille sous les ducs de Bourgogne de la lignée Capétienne. Les Mont-Saint-Jean sont probablement en famille avec Renard vicomte de Beaune : dans les deux familles les prénoms Renard et Hugues dominent et celui d'Aganon est également courant parmi les premiers vicomtes de Beaune ; de plus Hugues de Mont-Saint-Jean est le premier témoin civil cité dans un document non daté concernant la fondation de Cîteaux établi par Renard vicomte de Beaune. Le prénom Aganon est également courant parmi les seigneurs de Vergy, même si la connexion entre la famille de Vergy et les vicomtes de Beaune n'a pas été établie (Hugues III de Mont-Saint-Jean épouse une femme de la famille de Vergy avant 1152). Ils sont aussi en famille avec les de Couches.
À cette époque les descendants de l'antique famille de Vergy, issus eux-mêmes des premiers comtes d'Auxois, occupent une partie des places fortes du pays et les principales situations féodales de la contrée. Ses multiples et puissants rameaux s'étendent depuis le Mâconnais jusqu'aux extrêmes limites de l'Avallonnais. Les seigneurs de Mont-Saint-Jean y sont alliés. La terre de Mont-Saint-Jean est une baronnie.
La première mention connue du château date de 924 : la chronique de Flodoard le cite deux fois, sous le nom de Castellum Montis Sanctis Johannis. Cette année-là Raynard de Vergy, vicomte d'Auxerre et frère de Manassès II "comte de Dijon", s'en empare avec l'aide de ses neveux Valon et Gislebert de Vergy, après la mort en 921 du comte d'Auxerre Richard le Justicier. Raoul duc de Bourgogne puis roi des Francs, reprend le château plus tard dans l'année. Reynard aurait livré son fils en otage. La chronique ajoute que le roi Raoul passe quatre semaines à Saint-Remy de Reims, se rend de là à Soissons, puis en Bourgogne et qu'il ne rentre en France qu'après avoir reçu et pris possession de Mont-Saint-Jean des mains de Raynard.[réf. souhaitée]
Raoul confie peut-être ensuite Mont-Saint-Jean à Reynard, car 150 ans plus tard un "Raginardus de Monte sancti Johannis" est nommé dans deux chartes de 1076 et 1077. Ce personnage a le nom et les manières de son ancêtre : il prend Beliniacum, propriété de l’Église d'Autun. Or l'évêque d'Autun depuis au moins 1055 est son propre frère Aganon de Mont-Saint-Jean († 25 juin 1098), qui en 1176 porte jugement contre son frère Raynard pour ce fait ; en 1077 Raynard rend les biens volés à l'Église d'Autun.
Raynard et Aganon ont un frère, Gaudry de Couches († un 24 fév.) qui, au vu du nom différent, est probablement un demi-frère par leur mère.
Guy de Mont-Saint-Jean († 1145/52) épouse une femme de la maison de Saulx (prénom inconnu). Ils ont :
- Hugues († apr. 1196), épouse Elisabeth de Vergy avant 1152[14]
- Jean, cité avec Hugues dans des chartes allant de 1116 à 1145[18] ;
- Emmeline († apr. 1152), dame de Blaisey par mariages ;
- une fille, prénom inconnu, devient dame de Chaudenay par mariage[18].

En 1180, Hugue de Mont-Saint-Jean, qui a jusque-là interdit à l'évêque d'Autun de fortifier Thoisy-l'Évêque, accepte enfin de le laisser faire. Cette licence de la part de Hugues de Mont-Saint-Jean vient après que Hugues III, duc de Bourgogne depuis 1162, ait renoncé en 1172 à poursuivre ses propres réclamations au sujet de la fortification par l'évêque d'Autun des châteaux de Thoisy et de Touillon. C'est donc probablement Henri de Bourgogne, oncle paternel du duc et évêque d'Autun de 1148 jusqu'à sa mort en 1170 ou 1171, qui avait fait lever les fortifications de ces deux châteaux,.
Marguerite de Mont-Saint-Jean († apr. sept. 1252), fille de Guillaume de Mont-Saint-Jean et de sa femme Marie des Barres, épouse Alexandre II de Montagu († août 1256/mars 1258, arrière-petit-fils de Hugues III (1148-1192) duc de Bourgogne). En 1244 Alexandre de Montagu rend hommage à son beau-père pour les biens constituant la dot de son épouse. La même charte de 1244 précise que Guillaume de Mont-Saint-Jean tient lui-même des fiefs d'Eudes de Bourgogne-Montagu (1196/1200-sept. 1244/1249), père d’Alexandre ; et qu'Alexandre s'engage à maintenir Guillaume comme vassal pour ces fiefs si lesdits fiefs lui reviennent par héritage.
Vers 1280, le seigneur de Mont-Saint-Jean fonde à Soussey le prieuré de Saint-Jean de Jericho qu'il confie à l'abbaye de Saint-Seine. Le prieuré disparaît au XVIe s. Il est rétabli un peu plus tard et disparaît à nouveau à la Révolution.
À la fin du XIIIe siècle la grange du Mont est construite pour l'élevage du mouton sur un domaine inoccupé de Mont-Saint-Jean, dans le nord de l'actuelle commune, sur un site partagé avec Charny. Mais la dépopulation très importante, sans doute consécutive à la grande peste de 1348, et la forte baisse en corollaire de l'économie dans la seconde moitié du XIVe siècle, ainsi que les changements profonds du commerce de la laine vers cette époque, la font abandonner fin XIVe ou début XVe siècle. Le site, abondamment fouillé et étudié dans les années 1960/1980, a révélé un établissement conçu dès l'origine pour exploiter une grande surface avec de bons outils : les bâtiments étaient de bonne qualité et bien pensés, avec une grange de plus de 540 m2, un local à cheptel de 300 m2, une remise, et une maison de 120 m2 d'emprise au sol qui incluait l'écurie - témoins les clous de ferrage brisés restés sur le sol. les bâtiments ont la particularité d'être centrés autour d'une cour, où se tenait aussi le four à pain ; en ce sens cette ferme est un prémisse des fermes à cour fermée du XVIe siècle. Autre curiosité, elle comporte aussi deux fosses, très probablement des fosses à purin (l'une pour laisser maturer le purin frais, l'autre pour stocker le purin affiné. Les fouilles ont mis au jour un important équipement en métal, aussi bien fourni que dans les domaines de nobles.
La famille de Mont-Saint-Jean s'éteint au XIVe siècle. Hugues III († vers 1363), dernier du nom, n'a pas d'héritier mâle ; sa fille aînée Jeanne fait passer les immenses biens de cette puissante famille dans celle de Thil par son mariage avec Pierre de Thil, seigneur de Saint-Beury.
En 1413, la terre de Mont-Saint-Jean passe dans la maison d'Anglure par le mariage en 1379 d'Alix de Toucy, fille de Jean/Louis de Toucy-Bazarnes, sire de Vault et Bussy, et de Guille de Mont-Saint-Jean (sœur de Jeanne), avec Ogier d'Anglure († vers 1413).
Le 9 novembre 1427, Claude de Beauvoir, seigneur de Chastellux, rachète cette terre à Jean d'Anglure, fils d'Ogier, pour la somme de 16 625 livres.
En 1442, il vend Mont-Saint-Jean à Pierre de Bauffremont, seigneur de Charny et de Molinot, conseiller et chambellan du duc de Bourgogne, sénéchal et maréchal de Bourgogne, chevalier de la Toison d'Or. En 1443, Pierre de Bauffremont épouse Marie de Bourgogne, fille naturelle du duc de Bourgogne Philippe le Bon.
En 1453, la chapelle du château est consacrée en tant qu'église paroissiale Saint-Jean-Baptiste, à la même époque que la translation de reliques depuis le château vers l'église. Ces reliques sont celles de sainte Pélagie et de saint Julien d'Antioche. Les reliques de saint Julien étant renommées pour la goutte, le pape Clément XI qui en souffrait envoie son nonce en demander une portion à l'évêque d'Autun Gabriel de Roquette - en 1705 selon Courtépée, mais Gabriel de Roquette résigne cet évêché en 1702.
Lorsqu'elle est transférée du diocèse d'Autun à Pouilly-en-Auxois en tant que succursale, la cure de Mont-Saint-Jean vaut 15 000 à 1 800 livres. En 1574 elle appartient à l'abbesse de Saint-Jean d'Autun et est estimée à 70 livres.
Le 9 juillet 1456, Philippe le Bon érige en comté les terres de Charny, Mont-Saint-Jean, Montfort, Villaines-les-Prévôtes, Arnay-le-Duc et Pouilly au profit de Pierre de Bauffremont. Faute d'héritier mâle, cette terre passe successivement dans les maisons de Luxembourg-Brienne puis de Chalon.

### Époque moderne
Le 29 mai 1534, Philiberte de Luxembourg, veuve de Jean de Chalon, fait donation entre-vifs à Dijon de Mont-Saint-Jean et de tout le comté de Charny à l'amiral Chabot. Son fils Léonor reprend le fief de Mont-Saint-Jean et fait construire vers 1570 le manoir de Gincey au nord-est du bourg et au pied de la butte.[réf. souhaitée] Elle fonde une messe quotidienne dans l'église Saint-Jean, plus tard réduite à une grand-messe par semaine.

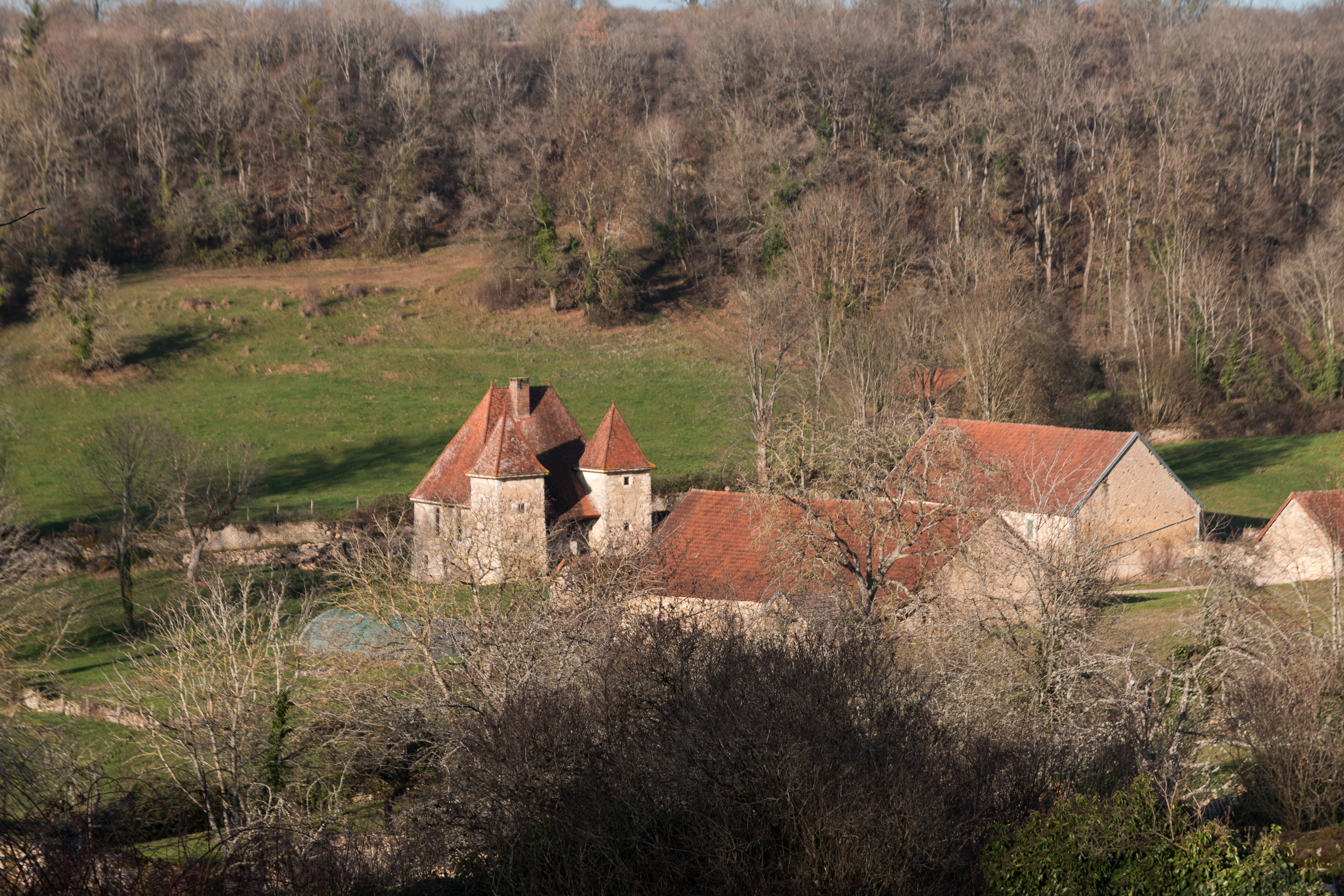
Manoir de Gincey

La baronnie de Mont-Saint-Jean reste dans cette famille jusqu'en 1656, date à laquelle elle passe, à la suite d'un procès, dans la Maison de Lorraine (-Guise)-Elbeuf (descendante des Chabot : cf. Charles).
Le 28 juin 1761, Louis-Charles de Lorraine décède, tué à la chasse. Sa veuve Marie-Louise-Julie-Constance de Rohan, appelée la comtesse de Brionne, hérite avec ses enfants de la baronnie de Mont-Saint-Jean.
En 1778, elle vend le comté de Charny (Mont-Saint-Jean, Charny, Arnay et Pouilly) à la maison royale de Saint-Louis établie à Saint-Cyr, mais se réserve le titre de comtesse de Charny qui appartient aujourd'hui à la famille royale d'Italie.
La Révolution approchant à grands pas, les dames de Saint-Cyr ne jouissent pas longtemps de ces immenses propriétés. Le comté de Charny est démembré, Mont-Saint-Jean transformé en commune.

### Révolution et post-Révolution
À la veille de la Révolution, la paroisse dépend du diocèse d'Autun, de la généralité ou intendance de Dijon, de la subdélégation de Saulieu, du bailliage de Saulieu, de la recette et des impositions de Semur-en-Auxois. La population est de 1 188 habitants.
De par son importance, Mont-Saint-Jean est érigé en chef-lieu de canton. Au cours de la période révolutionnaire de la Convention nationale (1792-1795) la commune porte le nom de Mont Serein.
Tout ce système mis en place sous la terreur disparaît avec elle. Le Directoire supprime les districts et rétablit une hiérarchie administrative. Mont-Saint-Jean redevient une commune.
Courtépée mentionne au XVIIIe siècle une chapelle rurale Sainte-Pélagie, dont il ne reste plus que le nom d'un lieu-dit (larrey Sainte-pélagie au sud-ouest de Mont-saint-Jean, entre le bourg et la D36). Il mentionne également une léproserie disparue de son temps, qui aurait été située "plus bas" (que la chapelle), "dans un champ appelé encore la Maladière ; et un château de l'Ognon dans la partie basse du bourg ("Saint-Jean-le-Bourg"), encore existant en 1848 mais disparu en 1924.

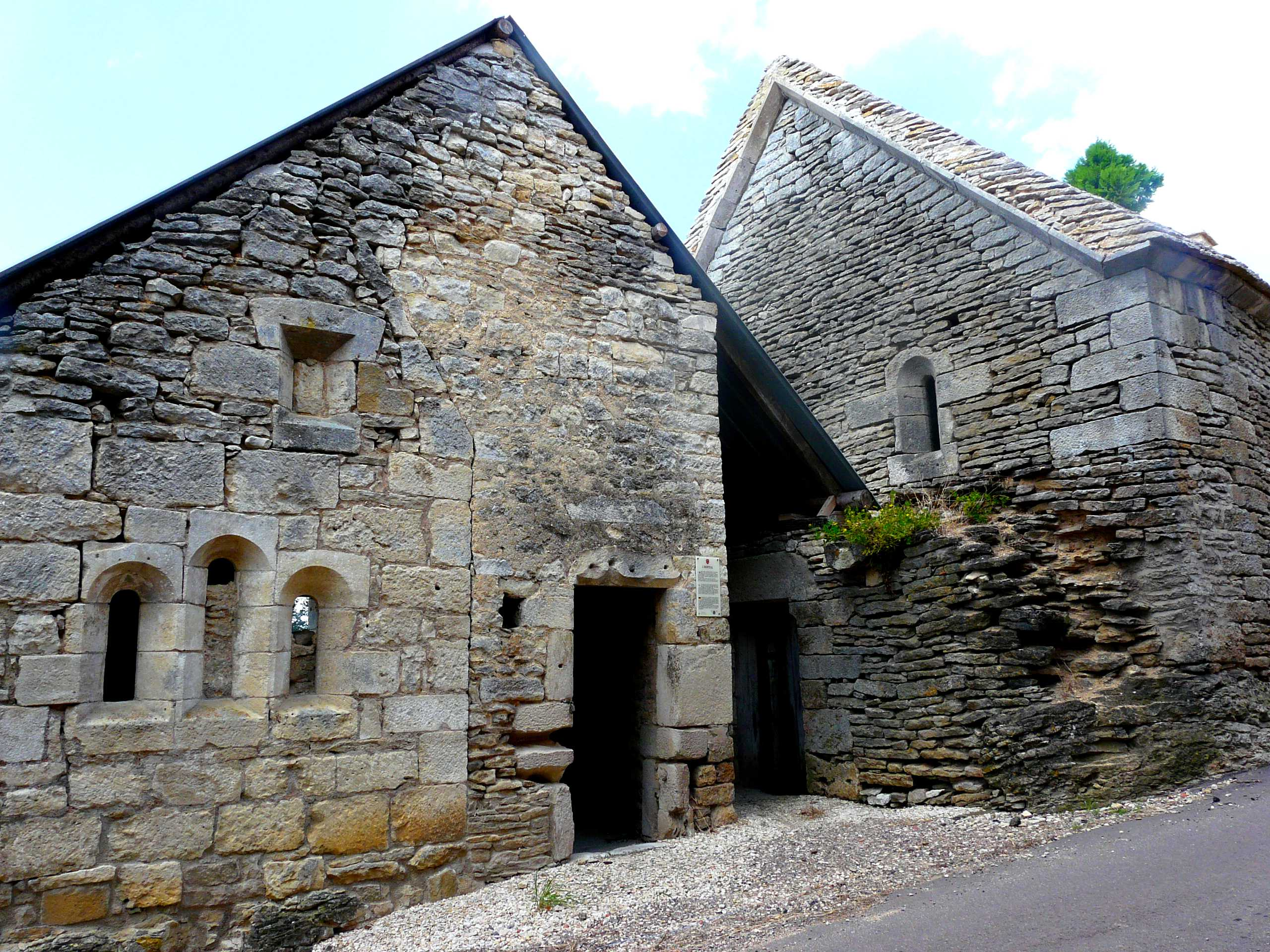
Maison-Dieu de Mont Saint Jean

### La maison-Dieu
La date de construction de la maison-Dieu de Mont-Saint-Jean n'est pas connue. C'est une halte sur la via Lemovicensis du chemin de Compostelle. Elle est réunie en 1488 au prieuré augustin de Nailly (sur Flavigny-sur-Ozerain), puis à l'abbaye de Flavigny qui y dédie un desservant. Mais le prieuré crée des litiges avec les habitants ; en 1576, Flavigny abandonne ses prétentions sur cet établissement, au profit des habitants représentés par Melchior Espiard et Louis Jacquin. L'acte de résignation est signé par le curé et onze chanoines de Flavigny. L'hôpital fonctionne jusqu'au XVIIIe siècle. Il est classé MH.

## Politique et administration

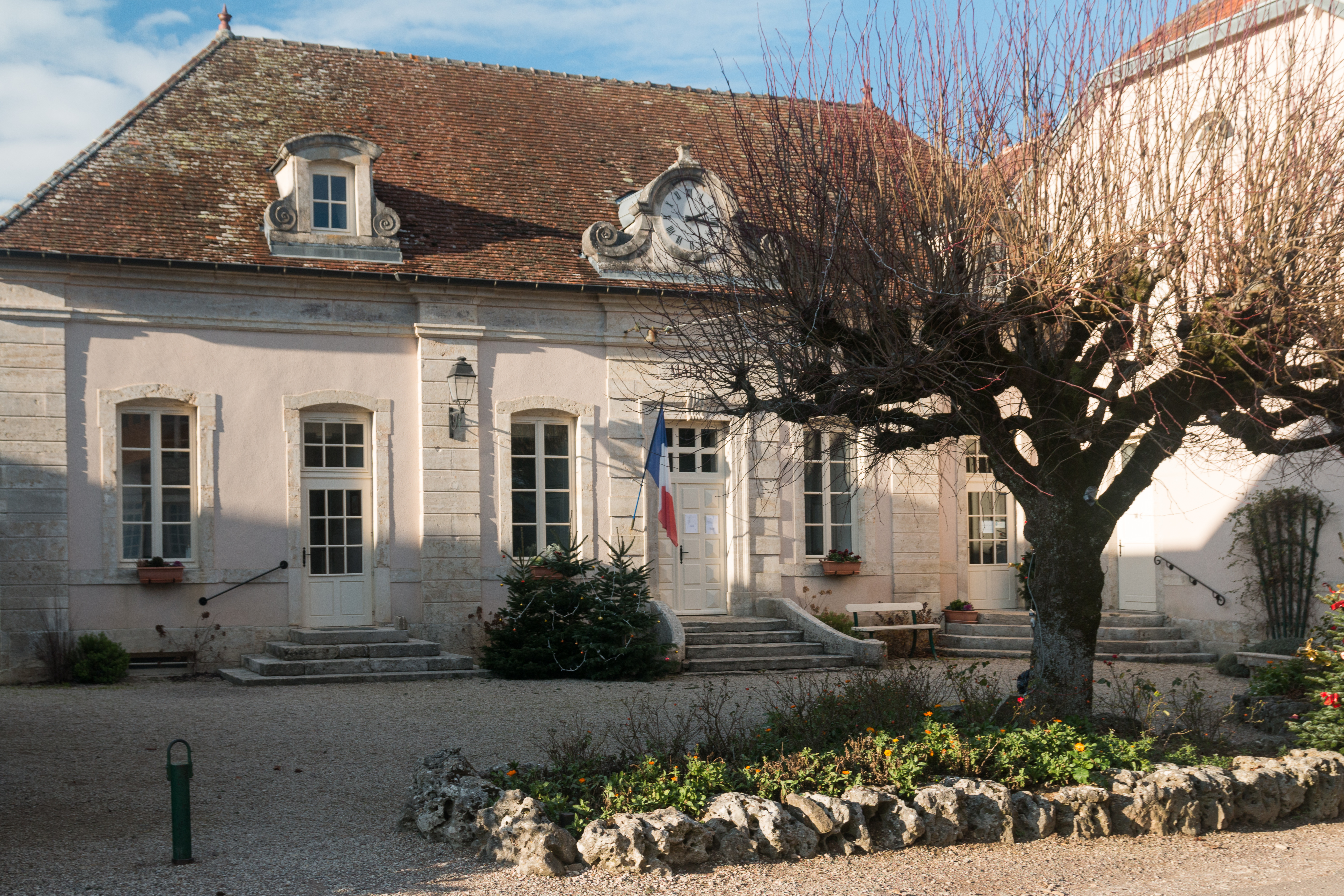
Mairie

| Période                                  | Période  | Identité            | Étiquette | Qualité  |
| ---------------------------------------- | -------- | ------------------- | --------- | -------- |
| mars 2001                                | en cours | M. Patrick Mercuzot | SE        | Retraité |
| Les données manquantes sont à compléter. |          |                     |           |          |

## Démographie
L'évolution du nombre d'habitants est connue à travers les recensements de la population effectués dans la commune depuis 1793. Pour les communes de moins de 10 000 habitants, une enquête de recensement portant sur toute la population est réalisée tous les cinq ans, les populations de référence des années intermédiaires étant quant à elles estimées par interpolation ou extrapolation. Pour la commune, le premier recensement exhaustif entrant dans le cadre du nouveau dispositif a été réalisé en 2007.

En 2022, la commune comptait 257 habitants, en évolution de +4,9 % par rapport à 2016 (Côte-d'Or : +0,82 %, France hors Mayotte : +2,11 %).
| 1793  | 1800  | 1806  | 1821  | 1836  | 1841  | 1846  | 1851  | 1856  |
| ----- | ----- | ----- | ----- | ----- | ----- | ----- | ----- | ----- |
| 1 153 | 1 007 | 1 196 | 1 211 | 1 277 | 1 216 | 1 129 | 1 080 | 1 004 |

| 1861  | 1866  | 1872 | 1876 | 1881 | 1886 | 1891 | 1896 | 1901 |
| ----- | ----- | ---- | ---- | ---- | ---- | ---- | ---- | ---- |
| 1 012 | 1 043 | 970  | 975  | 958  | 965  | 861  | 816  | 805  |

| 1906 | 1911 | 1921 | 1926 | 1931 | 1936 | 1946 | 1954 | 1962 |
| ---- | ---- | ---- | ---- | ---- | ---- | ---- | ---- | ---- |
| 797  | 682  | 554  | 506  | 500  | 445  | 407  | 376  | 352  |

| 1968 | 1975 | 1982 | 1990 | 1999 | 2006 | 2007 | 2012 | 2017 |
| ---- | ---- | ---- | ---- | ---- | ---- | ---- | ---- | ---- |
| 335  | 283  | 271  | 270  | 262  | 256  | 255  | 254  | 241  |

| 2022 | - | - | - | - | - | - | - | - |
| ---- | - | - | - | - | - | - | - | - |
| 257  | - | - | - | - | - | - | - | - |

## Culture locale et patrimoine

### Lieux et monuments
- Le château de Mont-Saint-Jean au remarquable donjon[pat 2],[Mér 3],[loc 4].
- L'église Saint-Jean-Baptiste[Mér 1].
- La chapelle (XVIe siècle) au croisement de la rue des Fossés et de la rue d'Ormancey, à plan trapézoïdal. Le toit, précédemment couvert de laves[Mér 4], a visiblement été refait (en tuiles bourguignonnes) aux alentours de 2010[loc 5].
- La chapelle Sainte-Pétronille à Fleurey (XVIe), déplacée et reconstruite en plus petite, aux frais de M. Albrier avant 1793. Vendue en 1806 comme bien national, les habitants de Fleurey et de Melin la rachètent alors[Mér 5],[loc 6].
- La chapelle Sainte-Marguerite à la Come (probablement du XVIIe siècle), avec toit de laves et voûte en berceau[Mér 6],[loc 7].

Château et église Saint-Jean-Baptiste de Mont-Saint-Jean
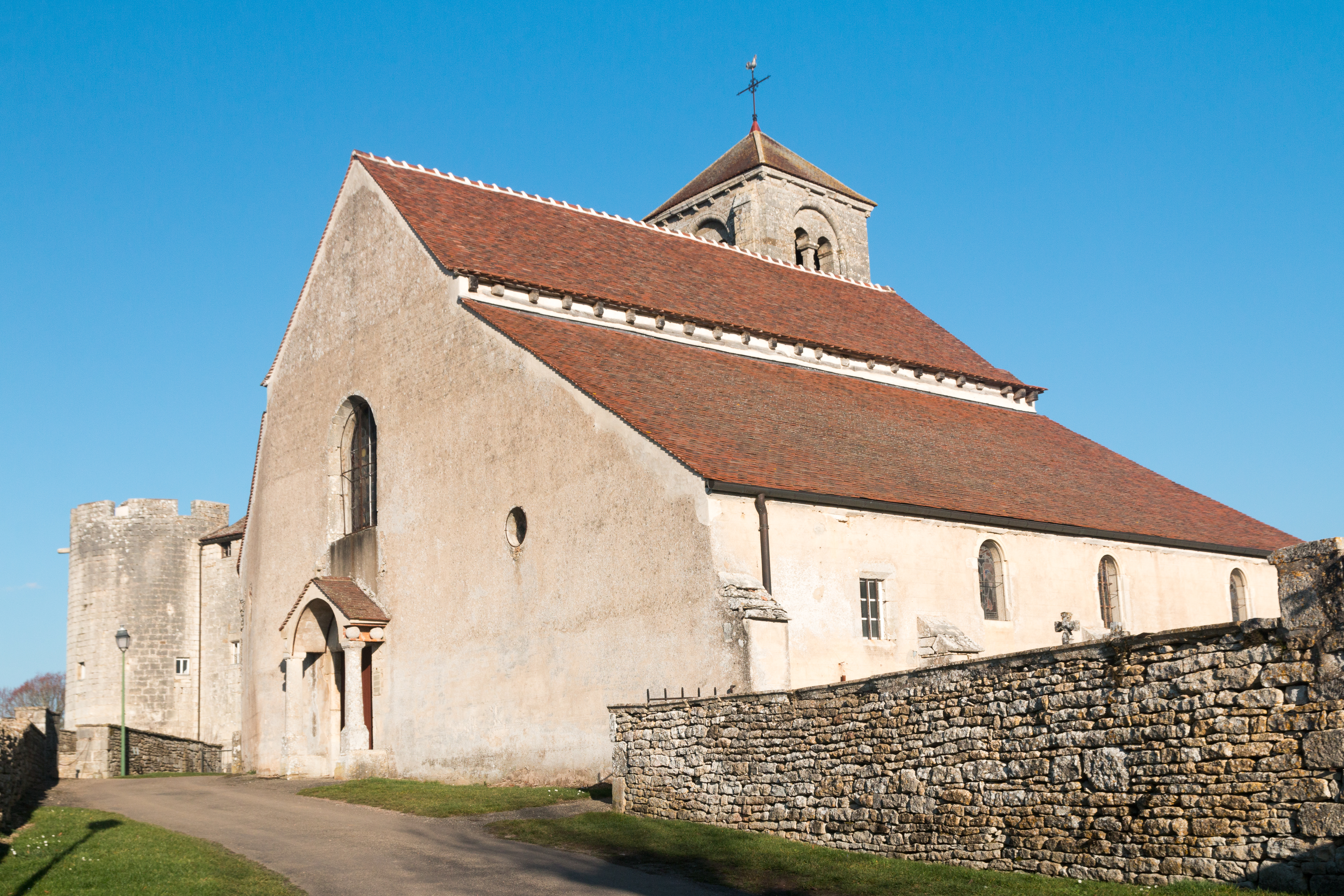
L'église devant le château
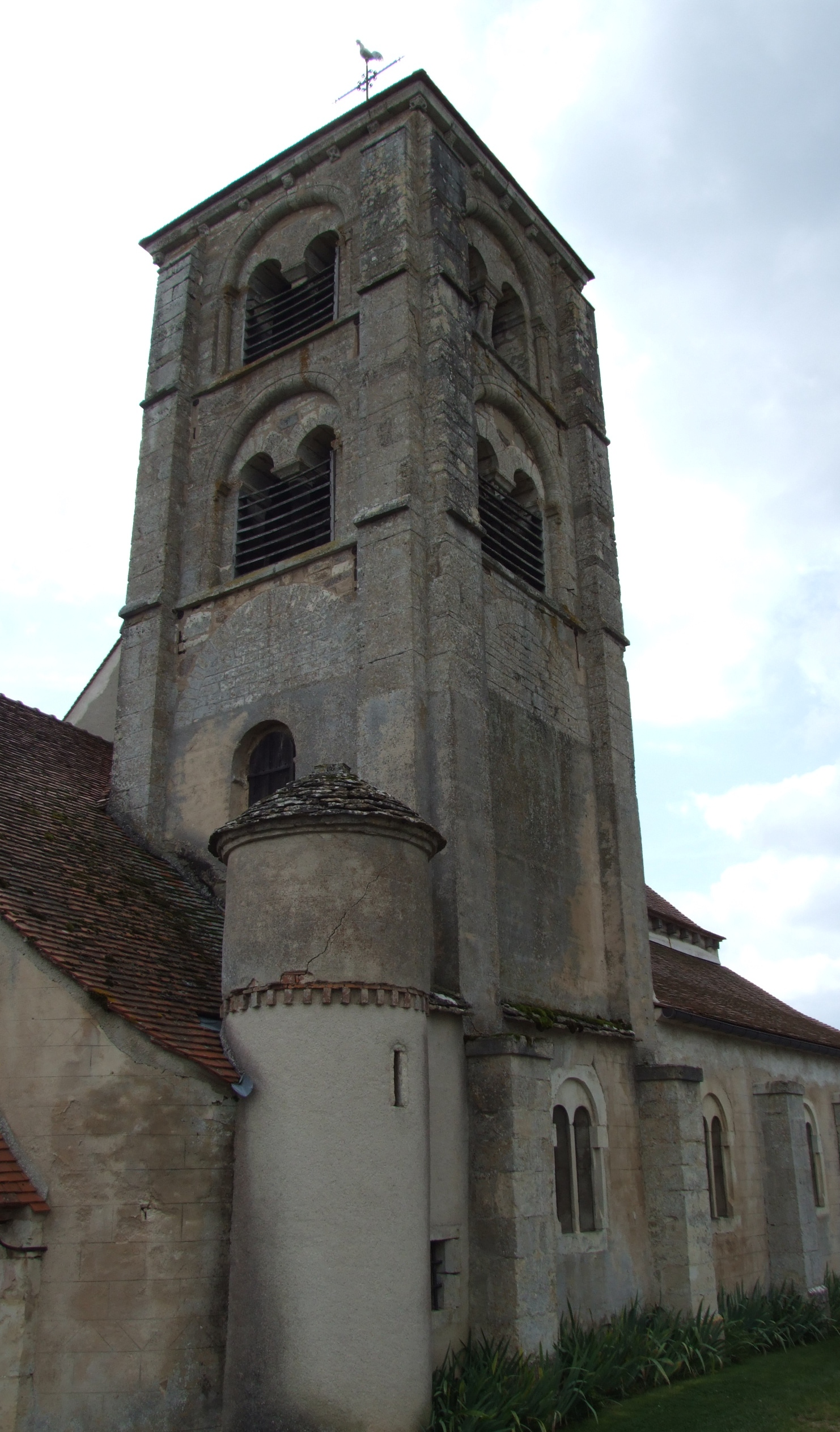
L'église
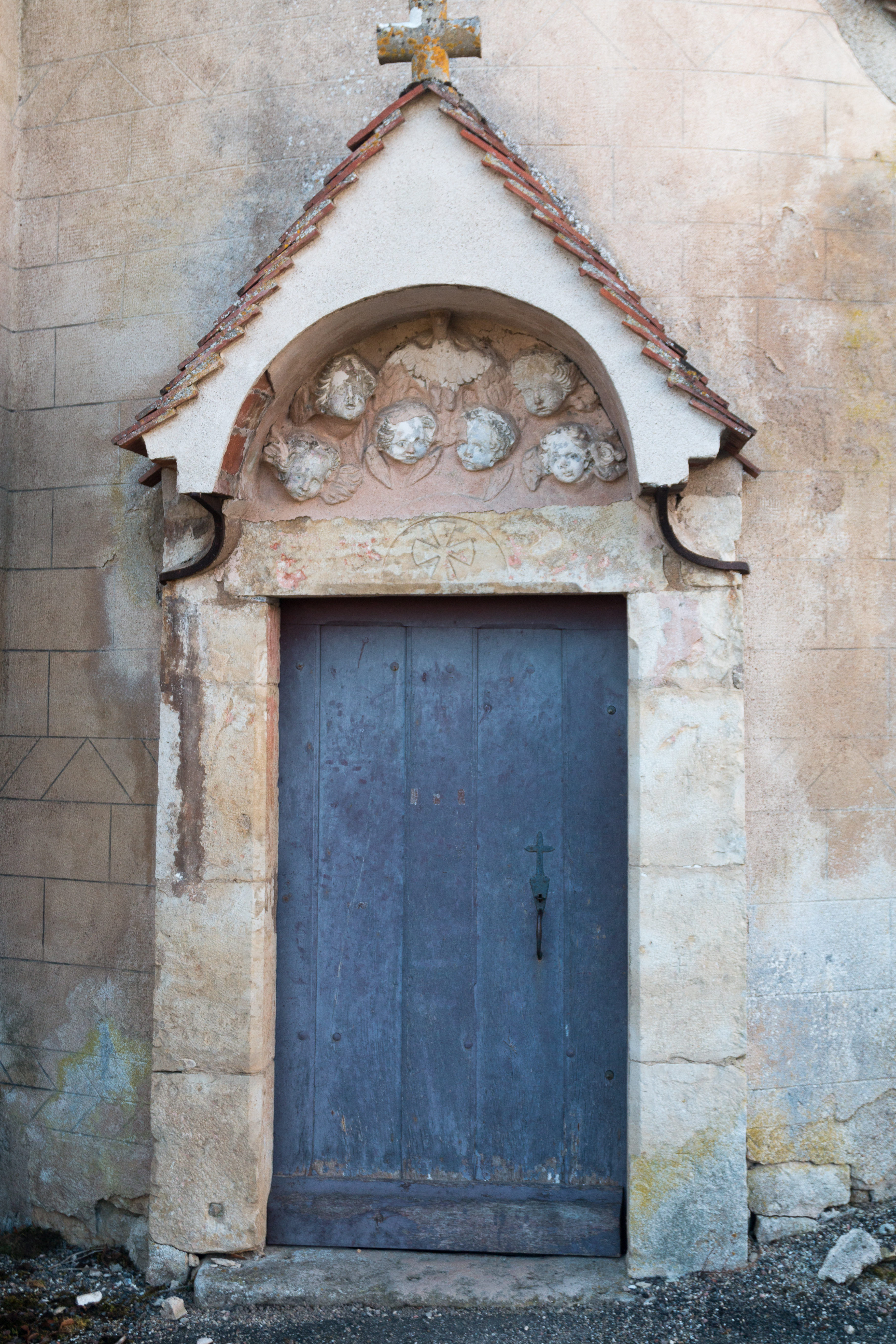
Église, porte de la sacristie
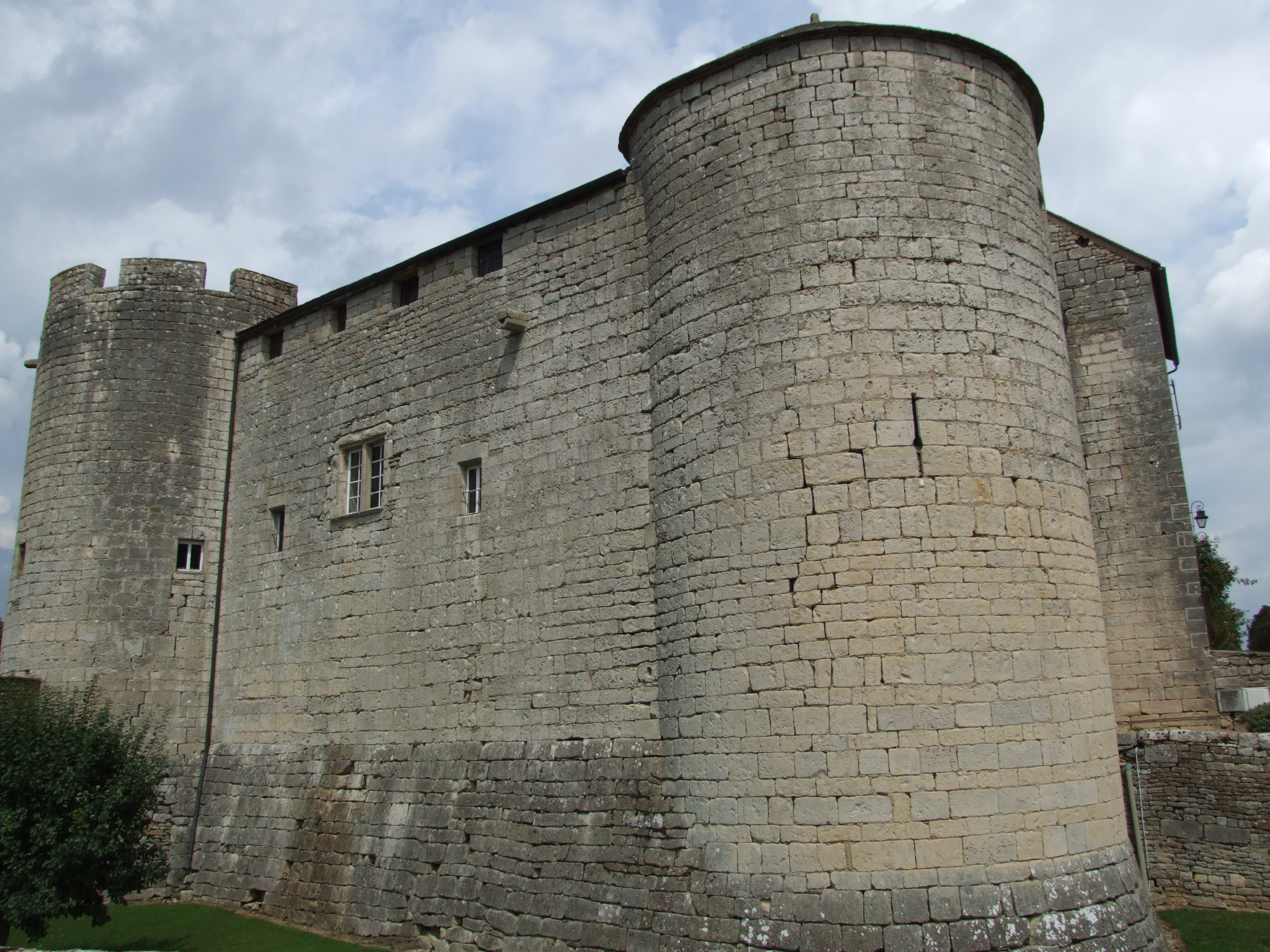
Le château, façade sud-ouest
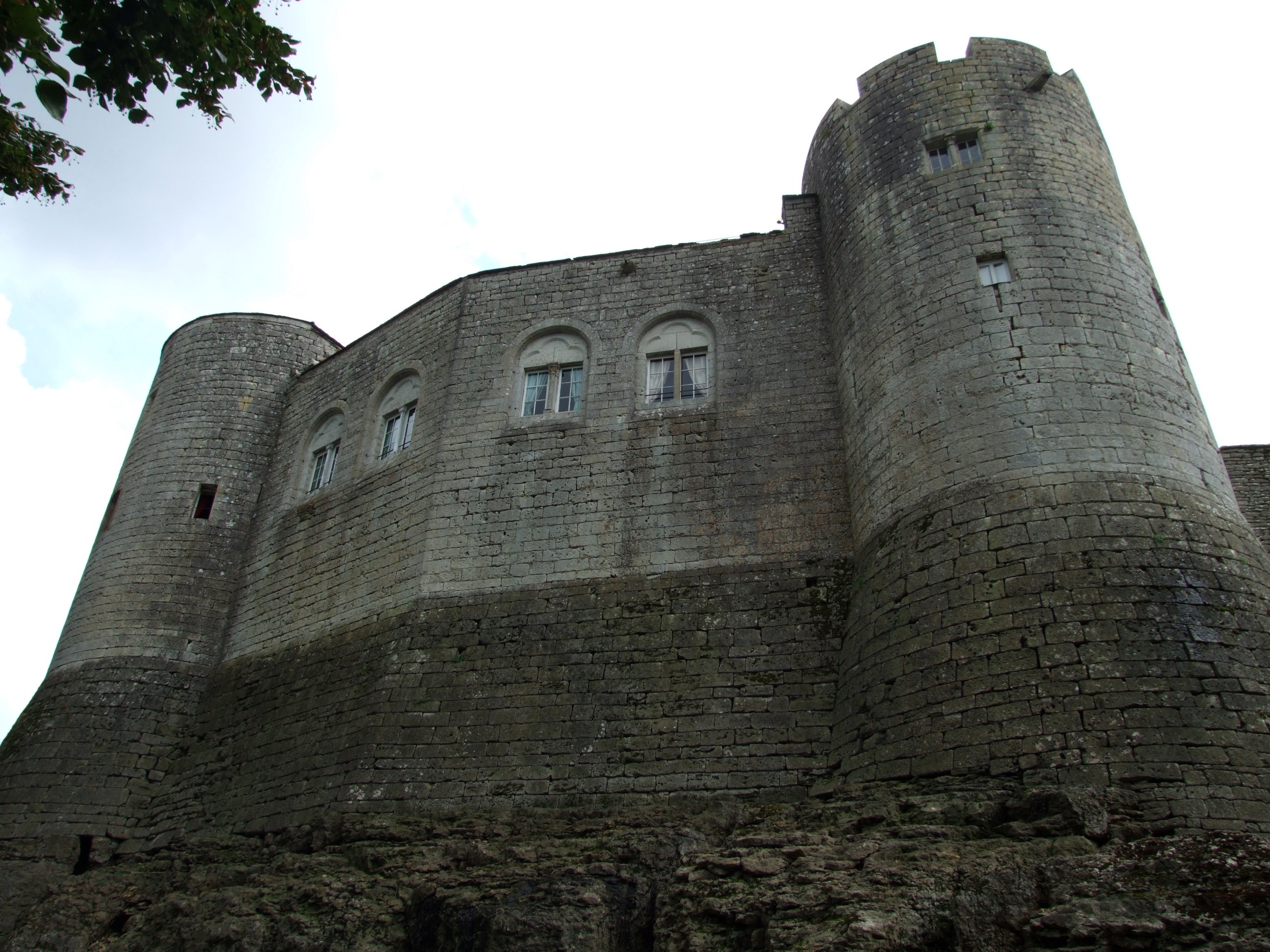
Le château, façade nord-ouest

Blason du prieuré de Glanot

- Le vieil hôpital, restauré par Les Amis de Mont Saint Jean[pat 1],[Mér 2],[loc 8].
- Le prieuré Saint-Pierre de Glanot (1re moitié XIIe), rue de Glanot[Mér 7].
- Le site archéologique "La Grange du Mont" (en partie sur Charny).
- Le manoir de Gincey (~1570), construit au nord-est du bourg pour Léonor Chabot, comte de Charny et seigneur de Mont-Saint-Jean, Grand écuyer de France (1570)[Mér 8],[pat 3].
- Le pigeonnier hexagonal près du vieil hôpital[pat 4] - le village inclut de nombreux autres pigeonniers.
- L'ancienne école de filles à Mont-Saint-Jean (1re moitié XIXe[Mér 9].
- La mairie et école de garçons (1775)[Mér 10].
- L'ancienne école à Melin[Mér 11].

- Les 16[pat 5] croix de pierre :

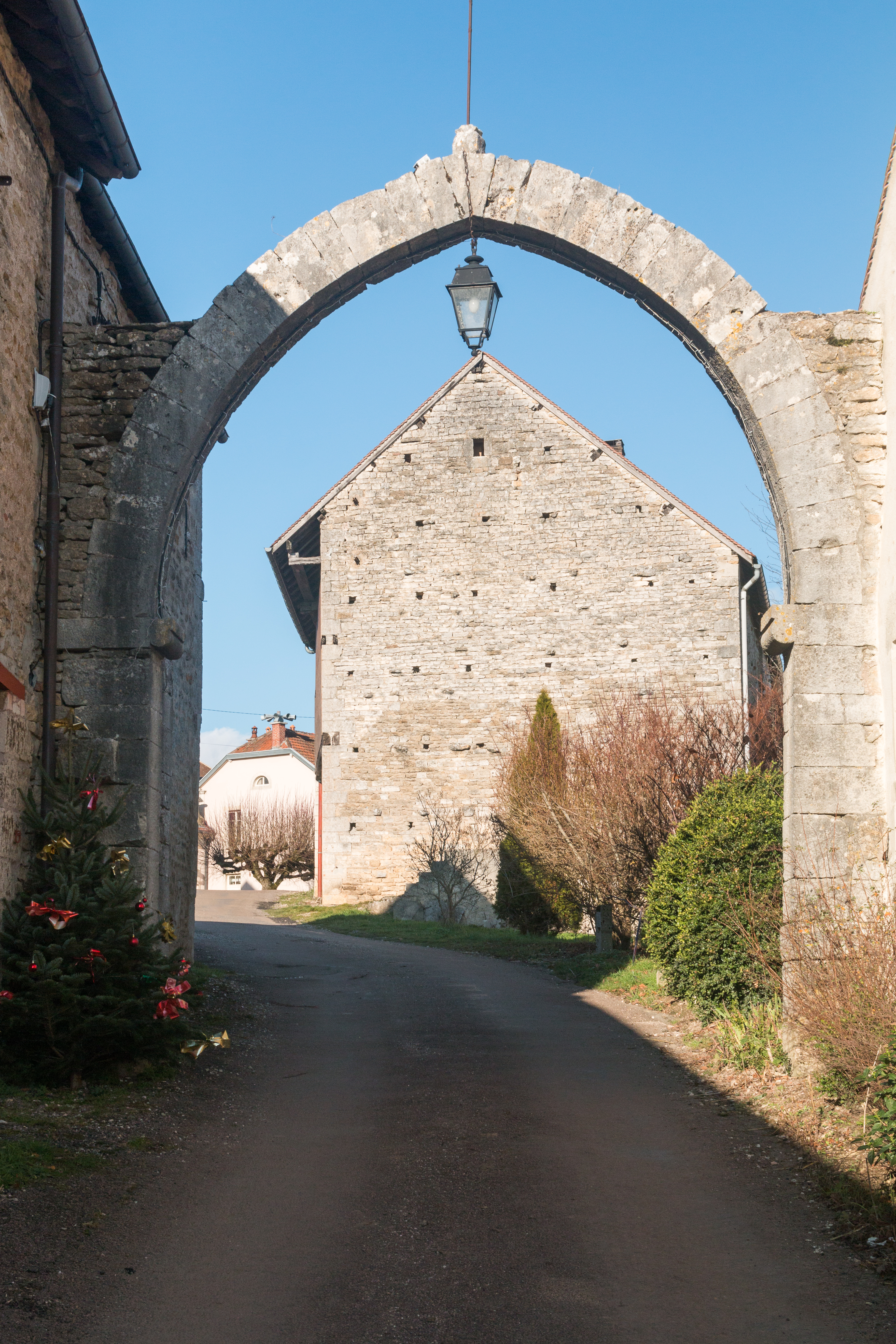
Porte Saint-Christophe

  - croix du Curé, érigée en 1818 par le Père Grognot[Mér 12], dans la rue des Fossés au sud-est du château[loc 9] ;
  - croix dans l'allée des Promenades (côté nord du château), posée sur un socle surmonté d'une ancienne table d'autel[Mér 13],[loc 10] ;
  - croix place de la Halle (1894)[Mér 14],[loc 11] ;
  - croix (1666) avec fût octogonal à pans concaves et sculpté, dans la Grand-Rue, près du puits, du monument aux morts et de la porte Saint Christophe[pat 5],[Mér 15],[loc 12] ;
  - croix de la rue des Bergeries de la fin XVIIIe ou début XIXe, au début du chemin du Gay, montée sur un fût légèrement évasé vers le bas, qui a été raccourci. Elle porte un titulus en relief[Mér 16],[loc 13] ;
  - croix de chemin aux Bergeries sur le chemin de Gay, au début de la voie antique dite "voie romaine"[loc 14] ;
  - croix de chemin dans la rue de Glanot[Mér 17],[loc 15] ;
  - croix de chemin à Montberthaut (1re moitié XIXe)[Mér 18],[loc 16] ;
  - croix Saint-Thomas (1825), sur la D117 à 2,3 km du bourg vers le nord[Mér 19],[loc 17] ;
  - croix de chemin à la Come, devant la chapelle Sainte-Marguerite[Mér 20],[loc 18] ;
  - croix de chemin à Sonnotte (1895)[Mér 21],[loc 19] ;
  - croix de chemin du XVIIe s. à Mairey, rue Basse[pat 6],[Mér 22],[loc 20] ;
  - croix blanche (1888) sur la D36 venant de Missery, au croisement avec la D117 menant à Mont-St-Jean[pat 7],[Mér 23],[loc 21] ;
  - croix de chemin à Ormancey (2e moitié XVIe), route d'Épinac[Mér 24],[pat 8],[loc 22] ;
  - croix de chemin première moitié du XIXe s. à Melin, au croisement de la rue d'Aval et de la rue des Moulins[Mér 25],[loc 23] ;
  - Croix scellée sur pignon de dépendance, sur le chemin rural CR20. C'est un fragment de croix du XVIIIe s. réutilisé[Mér 26].
  - Croix de chemin à Fleurey, rue Bricot. Croix du XIVe siècle (?) remontée sur un fût du XIXe[Mér 27],[loc 24],[loc 25].
  - Croix "moderne, à l'une des extrémités de la promenade sud des remparts" (description de la base Mérimée, emplacement inconnu)[Mér 28]

Trois croix de pierre de Mont-Saint-Jean
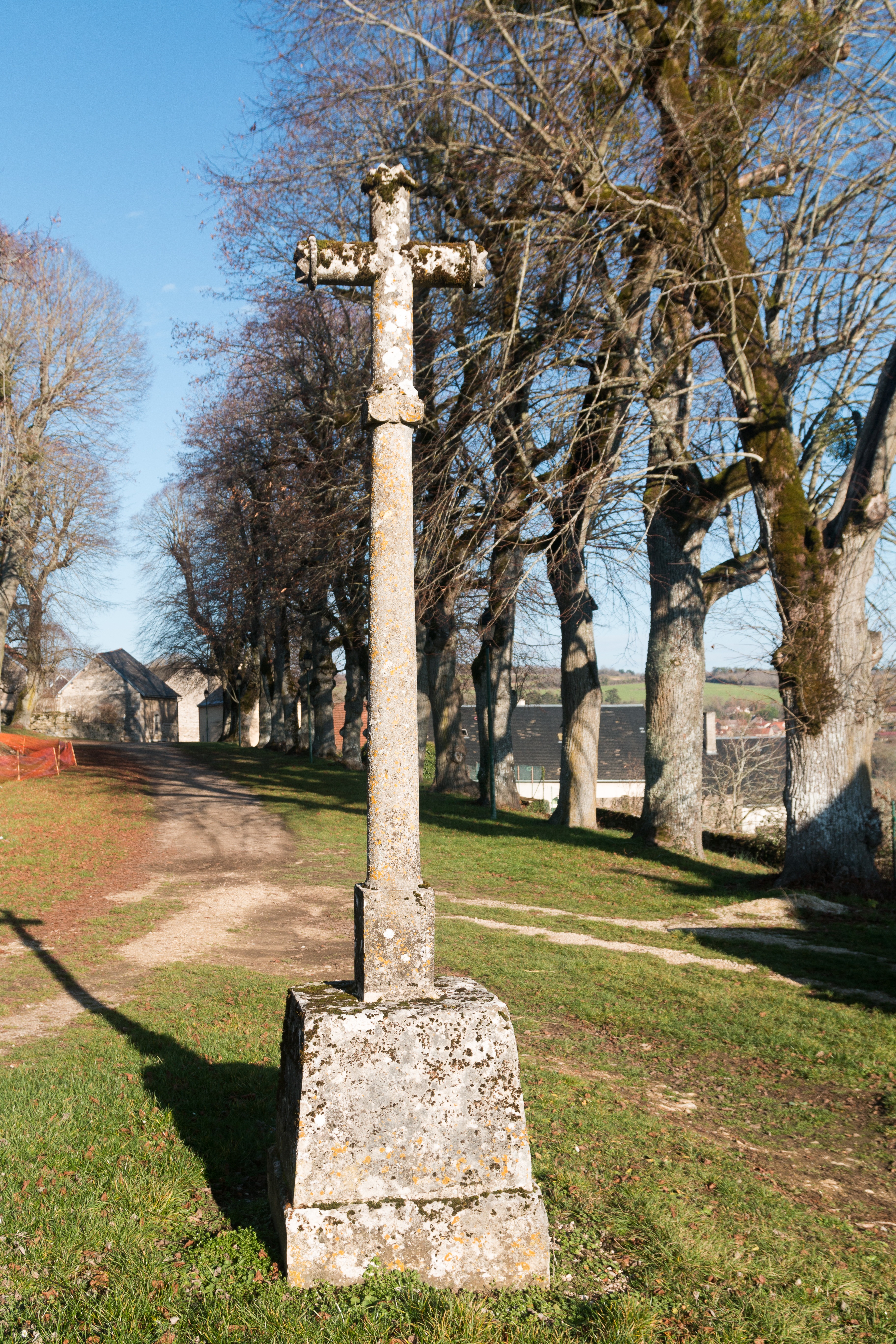
Croix de la rue des Fossés
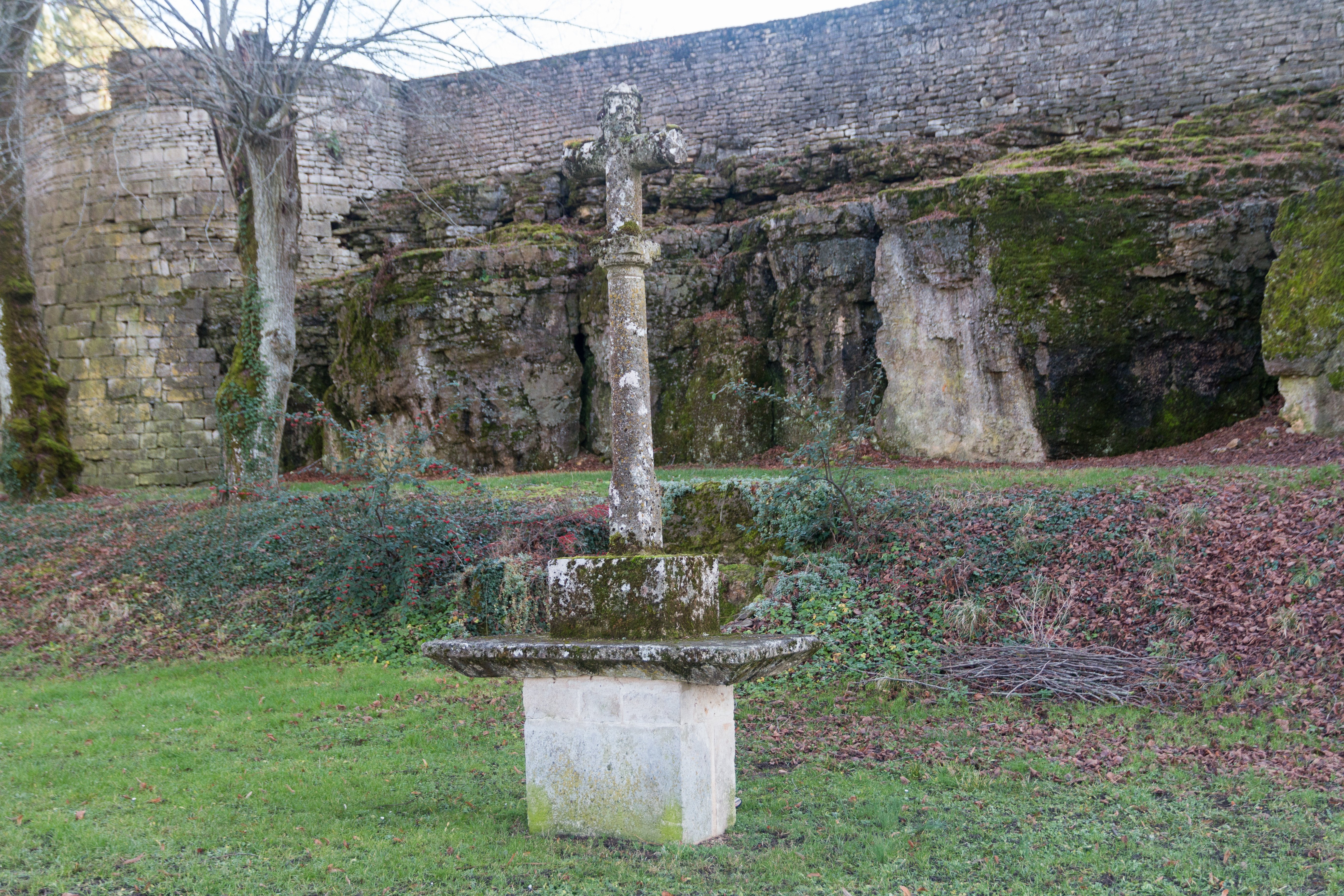
Croix du Curé[Mér 12].
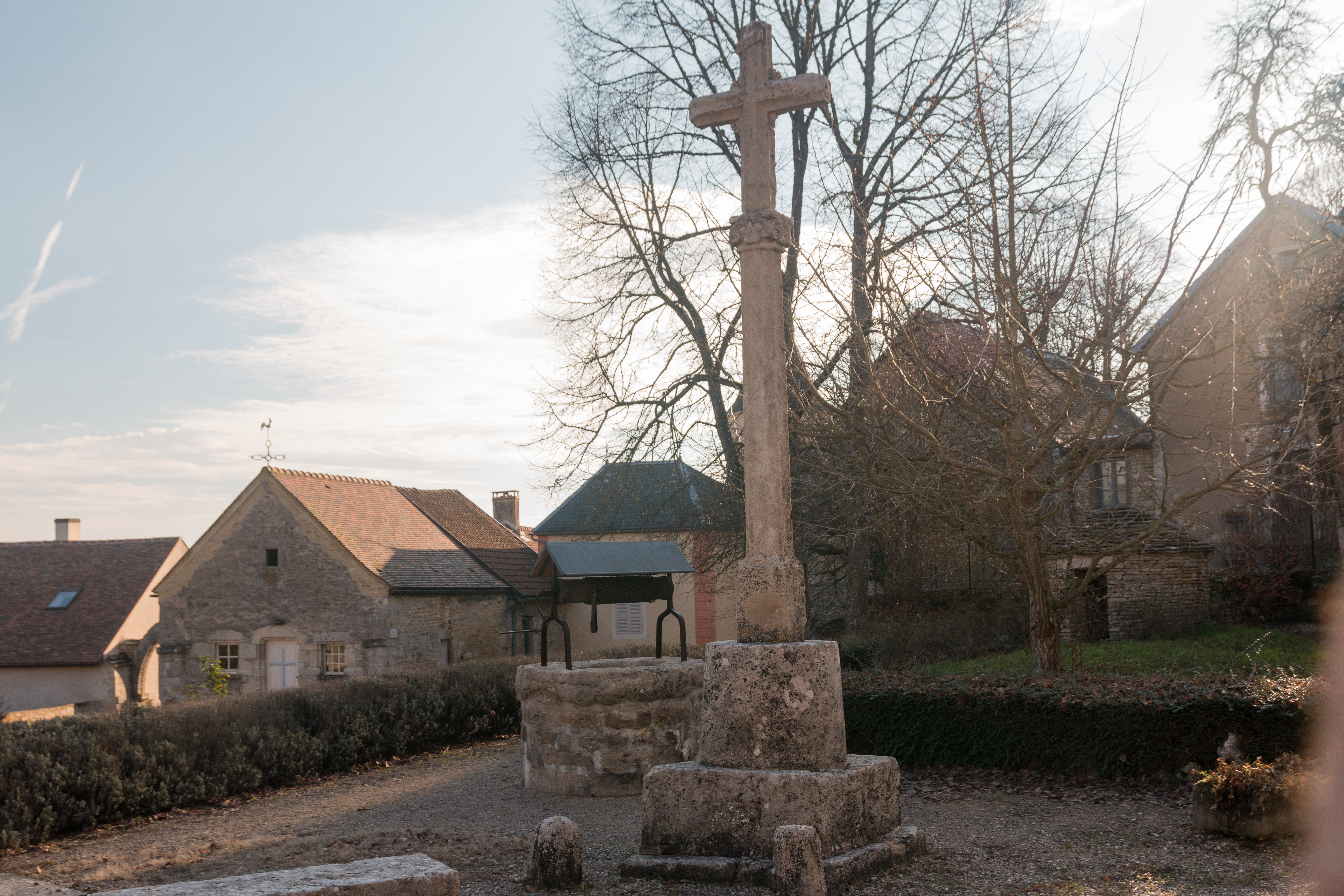
Croix de la Grand-Rue.On voit une partie de l'arche de la porte Saint-Christophe entre les deux maisons sur la gauche.

- Une borne routière, gros bloc de calcaire taillé au temps où la D977bis était encore la route impériale 77B[pat 9]... au croisement de la D977bis avec la D36 menant au nord à Mont-St-Jean et au sud à Marcilly-Ogny[loc 26].
- Le lavoir (1924), rue de Glanot[Mér 29],[loc 27].
- Lavoir de Melin sur le Doran, détruit entre 1968 et 1982[Mér 30].
- Le musée de la vie rurale.

### Héraldique
| Blason de Mont-Saint-Jean | Blason  | De gueules à trois écussons d'or.                                                        |
| Blason de Mont-Saint-Jean | Détails | Armes de la famille de Mont-Saint-Jean. Le statut officiel du blason reste à déterminer. |